# Hogna deweti
Hogna deweti är en spindelart som beskrevs av Roewer 1959. Hogna deweti ingår i släktet Hogna och familjen vargspindlar. Inga underarter finns listade i Catalogue of Life.